# Глувчице (гміна)
Гміна Глувчице (пол. Gmina Główczyce) — сільська гміна у північній Польщі. Належить до Слупського повіту Поморського воєводства.
Станом на 31 грудня 2011 у гміні проживало 9601 особа.

## Територія
Згідно з даними за 2007 рік площа гміни становила 323.81 км², у тому числі:
- орні землі: 58.00%
- ліси: 28.00%

Таким чином, площа гміни становить 14.05% площі повіту.

## Населення
Станом на 31 грудня 2011:
| Опис     | Загалом | Загалом | Чоловіки | Чоловіки | Жінки | Жінки |
| -------- | ------- | ------- | -------- | -------- | ----- | ----- |
| одиниця  | осіб    | %       | осіб     | %        | осіб  | %     |
| все      | 9601    | 100     | 4877     | 50.80    | 4724  | 49.20 |
| міське   | 0       | 100     | 0        |          | 0     |       |
| сільське | 9601    | 100     | 4877     | 50.80    | 4724  | 49.20 |

## Сусідні гміни
Гміна Глувчице межує з такими гмінами: Вицько, Дамниця, Нова Весь-Лемборська, Потенґово, Слупськ, Смолдзіно.